# Chanja
Chanja (ryska: Ханя) är ett vattendrag i Belarus.   Det ligger i voblasten Homels voblast, i den sydöstra delen av landet, 290 km söder om huvudstaden Minsk.
I omgivningarna runt Chanja växer i huvudsak blandskog. Runt Chanja är det mycket glesbefolkat, med 5 invånare per kvadratkilometer.